# Einar Rinne

Einar Rinne, bild från början av 1930-talet.

Vilho Einar Rinne, född 31 januari 1890 i Asikkala, död 31 mars 1933 i Helsingfors, var en finländsk skådespelare. Han gick även under namnet Einari Rinne.
Rinne var son till en handelsman och båda hans bröder, Jalmari Rinne och Joel Rinne, blev skådespelare. Rinne studerade handels och verkade som affärsman under cirka fem år. 1916 inleddes skådespelarkarriären vid teatern i Tammerfors och han verkade vid Viborgs teater i Viborg 1917–1921, Finlands nationalteater 1921–1923, Tammerfors' teater 1923–1928 och folkteatern 1928–1933. Rinne filmdebuterade 1922 i Teuvo Puros Anna-Liisa och medverkade därefter i sex filmer. Rinne avled av anginaförgiftning 1933.
Åren 1920–1923 var Rinne gift med skådespelaren Eine Laine, med vilken han hade dottern Eila Rinne, som också blev skådespelare.

## Filmografi[2]
- Anna-Liisa, 1922
- Koskenlaskijan morsian, 1923
- Rautakylän vanha parooni, 1923
- Pohjalaisia, 1925
- Noidan kirot, 1927
- Lumisten metsien mies, 1928
- Työn sankarilaulu, 1929